# ميليندا سزيكورا
ميليندا سزيكورا (بالمجرية: Szikora Melinda)‏ مواليد 19 نوفمبر 1988 في المجر، هي لاعبة كرة يد مجرية تلعب كحارس مرمى. حصلت مع فريقها على المركز الثالث في كأس المجر سنة 2011.